# تاريخ سياسة التغير المناخي والسياسات
يشير تاريخ سياسة التغير المناخي والسياسات، إلى التاريخ المستمر للإجراءات السياسية والسياسات والاتجاهات والخلافات وجهود الناشطين، من حيث صلتها بقضية الاحتباس الحراري والشذوذات البيئية الأخرى. اقترح كل من درايزيك ونورغارد وشلاسبيرغ أن التفكير النقدي في تاريخ السياسة المناخية ضروري لأنه يوفر «طرقًا للتفكير في قضية من أصعب القضايا التي جلبناها على أنفسنا في حياتنا القصيرة على هذا الكوكب».
ظهر التغير المناخي كقضية سياسية في سبعينيات القرن العشرين، إذ بذلت جهود نشطة ورسمية لضمان معالجة الأزمات البيئية على نطاق عالمي. ركزت السياسة الدولية المتعلقة بالتغير المناخي على التعاون ووضع مبادئ توجيهية دولية لمعالجة ظاهرة الاحتباس الحراري. اتفاقية الأمم المتحدة الإطارية بشأن التغير المناخي، اتفاقية دولية مقبولة بشكل واسع، وتُطوَّر باستمرار لمواجهة التحديات الجديدة.
ركزت السياسة المحلية بشأن التغير المناخي على وضع تدابير داخلية للحد من انبعاثات غازات الاحتباس الحراري، ودمج المبادئ التوجيهية الدولية في القانون المحلي.
ابتعدت سياسة التغير المناخي في أواخر القرن العشرين وخلال القرن الواحد والعشرين، عن محاولات التخفيف من تأثير الاحتباس الحراري، واتجهت نحو التكيف مع التغييرات التي لا مفر منها في البيئة البشرية. كما وُجد توجه نحو السياسة المستندة إلى قابلية التأثر بالنسبة للأكثر تأثراً بالشذوذات البيئية. أثيرت مخاوف بشأن معاملة الدول النامية ونقص الإجراءات الخاصة بالنوع الاجتماعي على مدى تاريخ السياسة المناخية.

## النشاط

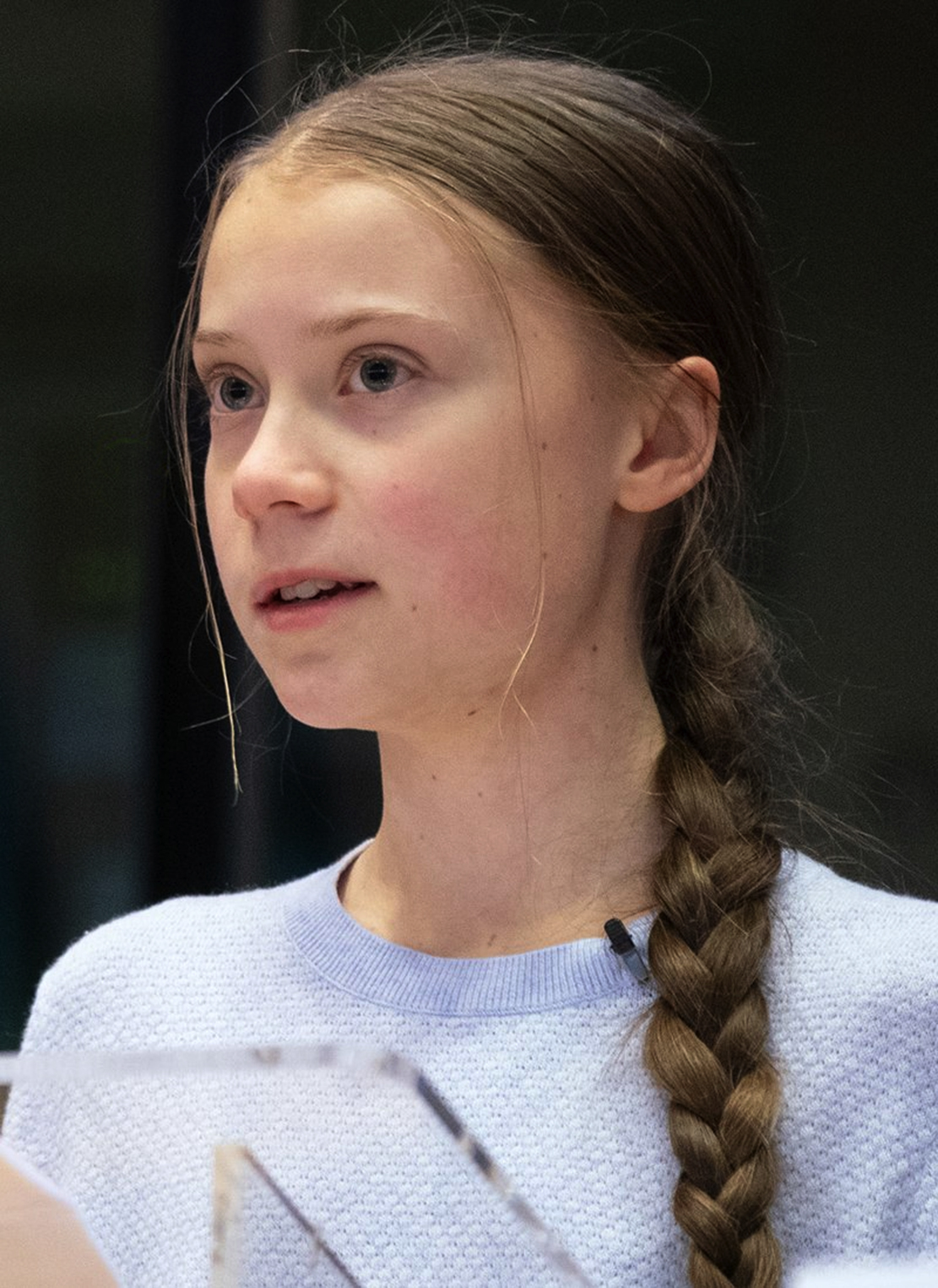
غريتا تونبرج في عام 2020

دعا ناشطو المناخ منذ أوائل سبعينيات القرن العشرين، إلى اتخاذ إجراءات سياسية أكثر فاعلية فيما يتعلق بالاحتباس الحراري العالمي والشذوذات البيئية الأخرى. كان يوم الأرض في عام 1970، أول حركة بيئية واسعة النطاق تدعو إلى حماية جميع أشكال الحياة على الأرض. تأسست منظمة أصدقاء الأرض أيضًا في عام 1970. نظمت الحملة ضد التغير المناخي وغيرها من المنظمات البريطانية سلسلة من المظاهرات بين عامي 2006 و2009، لتشجيع الحكومات على القيام بمحاولات أكثر جدية للتصدي لتغير المناخ.
شارك ناشطون معظمهم من الشباب عام 2019، في إضراب عالمي من أجل المناخ، لانتقاد عدم وجود عمل دولي وسياسي لمعالجة الآثار المتفاقمة لتغير المناخ. أصبحت الناشطة السويدية البالغة من العمر 17 عامًا، غريتا تونبرج، أحد قادة الحركة.

## أصول الاهتمام السياسي
تحول التغير المناخي في منتصف سبعينيات القرن العشرين، من قضية علمية بحتة إلى نقطة اهتمام سياسي. بدأت المناقشة السياسية الرسمية للتغير المناخي في يونيو 1973 خلال مؤتمر الأمم المتحدة حول البيئة البشرية (يو إن سي إتش إي) في ستوكهولم. حدد مؤتمر الأمم المتحدة حول البيئة البشرية حاجة الدول للتعاون في العمل من أجل حل القضايا البيئية على نطاق عالمي.
صاغ مؤتمر المناخ العالمي الأول في عام 1979 تغير المناخ كقضية سياسية عالمية، مما أفسح المجال لمؤتمرات مماثلة في عام 1985 وعام 1987 وعام 1988. تشكلت المجموعة الاستشارية لغازات الاحتباس الحراري (أي جي جي جي) في عام 1985، لتقديم توصيات سياسية دولية بشأن التغير المناخي والاحتباس الحراري. اقتُرح في مؤتمر تورنتو في عام 1988، أن يكون التغير المناخي بنفس خطورة الحرب النووية، ونوقشت الأهداف المبكرة لخفض انبعاثات ثاني أكسيد الكربون.
أنشأ برنامج الأمم المتحدة للبيئة (يو إن إي بّي) والمنظمة العالمية للأرصاد الجوية (دبليو إم أو) بشكل مشترك اللجنة الدولية للتغيرات المناخية (آي بّي سي سي) في عام 1988. تناولت سلسلة متتالية من القمم السياسية في عام 1989 التغير المناخي كقضية سياسية: مؤتمر القمة للدول الناطقة بالفرنسية في داكار، واجتماع الدول الجزرية الصغيرة، واجتماع مجموعة السبع، وقمة الكومنولث، واجتماع عدم الانحياز.

## السياسة الدولية
تسعى السياسة الدولية بشأن التغير المناخي إلى إنشاء استجابة عالمية لتأثيرات الاحتباس الحراري العالمي والشذوذات البيئية، من خلال إنشاء معاهدات واتفاقيات وأطر متعددة الأطراف. تُوجت هذه الجهود تاريخيًا، بمحاولات للحد من انبعاثات غازات الاحتباس الحراري العالمية على أساس كل بلد على حدة.
انعقد مؤتمر الأمم المتحدة المعني بالبيئة والتنمية (يو إن سي إي دي) في عام 1992، في ريو دي جانيرو. قدم مؤتمر الأمم المتحدة المعني بالبيئة والتنمية (يشار إليه أيضًا بقمة الأرض) إعلان ريو بشأن البيئة والتنمية وجدول أعمال القرن الحادي والعشرين ومبادئ الحراجة واتفاقية التنوع البيولوجي.
قُدمت اتفاقية الأمم المتحدة الإطارية بشأن التغير المناخي (يو إن إف سي سي سي) أيضًا خلال المؤتمر. أرست اتفاقية الأمم المتحدة الإطارية بشأن التغير المناخي (يو إن إف سي سي سي) مفهوم المسؤوليات المشتركة وإن كانت متباينة، وعرّفت دول المرفق 1 المرفق 2، وسلطت الضوء على احتياجات الدول الضعيفة، ووضعت نهجًا احترازيًا للسياسة المناخية. عُقد المؤتمر الأول للدول الأطراف وفقًا للاتفاقية في برلين في عام 1995.
أقر المؤتمر الثالث للأطراف في عام 1997 اتفاقية كيوتو، التي تضمنت الأهداف الأولى الملزمة قانونًا لخفض غازات الاحتباس الحراري. طالبت اتفاقية كيوتو من دول المرفق الأول خفض انبعاثات غازات الاحتباس الحراري بنسبة 5% عن مستويات عام 1990، وذلك بين عامي 2008 و2012.
نُفذت خطة عمل بالي في المؤتمر الثالث عشر للدول الأطراف في عام 2007، لتعزيز الرؤية المشتركة لقمة كوبنهاغن. دعت خطة العمل دول المرفق 2 إلى تبني إجراءات التخفيف الملائمة وطنيًا (إن أي إم أيز). عمل مؤتمر بالي أيضًا على رفع مستوى الوعي حول نسبة العشرين بالمئة من انبعاثات غازات الاحتباس الحراري الناجمة عن إزالة الغابات.
عُقدت اتفاقية كوبنهاغن في عام 2009 خلال المؤتمر الخامس عشر للأطراف في كوبنهاغن في الدنمارك. حددت الاتفاقية هدفًا متفقًا عليه لإبقاء الاحتباس الحراري أقل من درجتين مئويتين، على الرغم من أن الاتفاقية ليست ملزمة قانونًا.
اعتُمدت اتفاقية باريس في المؤتمر الحادي والعشرين للدول الأطراف في 12 ديسمبر عام 2015. دخلت حيز التنفيذ في 4 نوفمبر 2016. تناولت الاتفاقية التخفيف من انبعاثات غازات الاحتباس الحراري، والتكيف، والتمويل. فاوض على صياغتها ممثلون عن 196 دولة طرف في المؤتمر الحادي والعشرين للدول الأطراف. وقع 195 عضوًا في اتفاقية الأمم المتحدة الإطارية بشأن التغير المناخي على الاتفاقية في مارس عام 2019، وأصبح 187 منهم طرفًا في الاتفاقية.
أعلن تحالف من 11,000 عالم عن وجود حالة طوارئ مناخية في جميع أنحاء العالم، في نوفمبر عام 2019.

## الجدل

### تأثير غير متناسب على الدول النامية
علقت الدول النامية على أن التغير المناخي وسياسة التغير المناخي يؤثران بشكل غير متناسب على الدول الضعيفة. يذكر فورد أن السياسة المناخية الدولية لا تعالج بشكل كاف الاحتياجات والقدرات المختلفة لدول المرفق 1 والمرفق 2.
يشير إعلان نيودلهي لمبادئ القانون الدولي المتعلق بالتنمية المستدامة (2002) إلى أن البلدان النامية أكثر تأثراً وأقل استعداداً لمواجهة التغير المناخي. كما يعيد الإعلان التأكيد على مفهوم المسؤوليات المشتركة وإن كانت متباينة. يشير غوبتا أن هذه التأثيرات غير المتكافئة تبرر قلة تحقيق أهداف خفض الانبعاثات للدول النامية. جادل منتقدو السياسة القائمة على الإنصاف بأنه من «غير العدل» إنشاء أهداف انبعاث متباينة.

### النوع الاجتماعي
هناك جدل حول ما إذا كانت السياسة قد عالجت الآثار الجندرية للتغير المناخي. يشير رور وهيماتي إلى أن السياسة المناخية لا تأخذ في الاعتبار كيفية تأثير آليات وأدوات التغيير على المرأة. هذا التفاوت بارز في جنوب الكرة الأرضية. يشير تقرير صادر عن برنامج الأمم المتحدة للبيئة إلى أن النساء أكثر تأثراً بالتغير المناخي والسياسة المناخية، لأن وصولهن أقل إلى الموارد، ولأن الكوارث البيئية تزيد من «اختلال موازين القوى» الموجودة مسبقًا في الجنوب العالمي.
يوصي هذا التقرير أيضًا بضرورة أن تتضمن السياسة المناخية برامج تكيف تهدف إلى تحسين تنقل المرأة ووصولها إلى الموارد أثناء الكوارث البيئية. كما أُوصي بالابتكارات المناخية الحساسة للنوع الاجتماعي، لتلبية احتياجات النساء وشواغلهم في الدول النامية.
ذكر رور وهيماتي أيضًا أن تمثيل المرأة كان ناقصًا في الخطابات المناخية. يشير تقرير صادر عن برنامج الأمم المتحدة للبيئة إلى أن «الافتقار إلى المشاركة الهادفة للمرأة» في الحركات المناخية المحلية والإقليمية له تأثير سلبي على تعبئة المجتمعات. خلص باكنغهام وكولكورل في دراسة مماثلة، إلى أن مجموعات العمل المناخي والائتلافات لا تعكس التنوع الجندري السائد.